# Little Sampford
Little Sampford – wieś i civil parish w Anglii, w hrabstwie Essex, w dystrykcie Uttlesford. W 2001 miejscowość liczyła 256 mieszkańców. W miejscowości znajduje się kościół zwany Church of St Mary the Virgin.